# Polycentropus tripui
Polycentropus tripui – gatunek chruścika z rodziny przyocznicowatych i podrodziny Polycentropodinae.
Gatunek ten opisany został po raz pierwszy w 2011 roku przez Stevena W. Hamiltona i Ralpha W. Holzenthala na łamach „ZooKeys”. Jako lokalizację typową wskazano stację ekologiczną Tripuí w Córrego Tiririca w brazylijskim stanie Minas Gerais.
Chruścik o brązowym do ciemnobrązowego ciele i brązowych odnóżach. Skrzydło przednie osiąga od 6 do 6,5 mm długości. Brak na skrzydle łatek z jaśniejszych szczecinek, dominują delikatne szczecinki brązowe. Odwłok samca ma prawie trójkątne w widoku bocznym, a w widoku brzusznym kwadratowe z bardzo słabo przewężonymi pośrodku bokami oraz lekko wklęśniętym brzegiem tylnym dziewiąte sternum. Długa, delikatnie dobrzusznie zakrzywiona, w widoku grzbietowym na niemal całej długości równośrednicowa i tylko u szczytu stopniowo zwężona przysadka pośrednia ma niezmodyfikowaną nasadę. Przysadka preanalna ma krótki, u szczytu ścięty, lekko wierzchołkowo-brzusznie przedłużony wyrostek mezolateralny połączony szeroko podstawą z doogonowo skierowanym, szerokim, toporowatym wyrostkiem mezowentralnym tejże przysadki. Przysadka dolna jest w widoku brzusznym owalna z wydatnym, zaostrzonym kolcem kaudalnomezalnym, z kolei w widoku bocznym krótka, owalna, o bardzo niskiej, od góry zaokrąglonej flance grzbietowo-bocznej oraz wąskim i nasadowo umieszczonym kolcu mezowentralnym. Bardzo krótka fallobaza ma wąski wyrostek wierzchołkowo-brzuszny z dwoma szczytami, szerokie pasmo zesklerotyzowane endoteki z wielkim wyrostkiem hakowatym i szeroki w widoku grzbietowym skleryt fallotremy. Y-kształtny skleryt subfalliczny ma nóżkę z szerokimi wypustkami bocznymi i krótkie ramiona.
Owad neotropikalny, endemiczny dla Brazylii.